# Tristeza do Jeca
Tristeza do Jeca é um filme brasileiro de 1961, produzido e dirigido por Amácio Mazzaropi, o 13º de sua carreira e seu primeiro em cores. As filmagens ocorreram nos estúdios da Companhia Cinematográfica Vera Cruz. Conta com musicais de Mazzaropi e Agnaldo Rayol.

## Sinopse
Jeca, a esposa Filó e seus filhos Maria e Toninho são trabalhadores da fazenda do Coronel Felinto, que disputa a eleição para prefeito. Seu opositor, o idoso Coronel Policarpo, é apoiado pelo Coronel Bonifácio. Ambos os candidatos querem o apoio de Jeca, que é tido como um dos líderes dos trabalhadores. Jeca não quer se envolver na disputa, mas quando Sérgio, filho de Bonifácio, pede em casamento sua filha Maria, ele acaba deixando se influenciar e todos pensam que ele apoia Policarpo. O Coronel Felinto não aceita e ameaça a todos de expulsão da fazenda e rapta o filho Toninho, tentando forçar Jeca e seus amigos a votarem  nele.

## Elenco
- Amácio Mazzaropi: Jeca Tatu
- Geny Prado: Filó
- Roberto Duval: Vinicius
- Genésio Arruda: Coronel Policarpo
- Maracy Mello: Maria
- Nicolau Guzzardi[3]: Coronel Filinto
- Anita Sorrento: Manuela
- Eugenio Kusnet: Coronel Bonifácio
- Gilda Monte Alto
- Augusto Cesar Vanucci: Sergio
- Eucharis Moraes
- Irma Rodrigues
- Carlos Garcia
- Francisco di Franco (Francisco de Souza): pretendente de Maria
- Mário Benvenutti
- Edgard Franco: pretendente de Maria
- Mário Zan
- Raul Gil: tocador de pratos

## Trilha Sonora
A canção título fez bastante sucesso na voz de Mazzaropi.
A autoria é de Angelino de Oliveira, que nasceu em Itaporanga, São Paulo e aos seis anos de idade mudou-se com a família para Botucatu, São Paulo. Foi lançada em 1918, sem letra e assim gravada em 1924, pela Orquestra Brasil-América. Em 1926, foi gravada com letra pelo cantor Patrício Teixeira com muito sucesso, tornando-se um dos  clássicos da música sertaneja brasileira até os dias de hoje.

### Canções
- Título: Ave Maria do sertão;
- Intérprete: Agnaldo Rayol;
- Título: A Vida vae melhorá;
- Intérprete: Mazzaropi;
- Título: Sopro do vento;
- Intérprete: Mazzaropi;
- Título: Tristeza do jeca;
- Intérprete: Mazzaropi
- Título: Anchieta;
- Intérprete: Mário Zan;
- Título: Gostozo
- Intérprete: Messias Garcia.[6]